# أفعوانيات الذنب
أفعوانيات الذنب (الاسم العلمي: Ophiurida)، رتبة حيوانات بحرية من شوكيات الجلد وطائفة نجم البحر الهش. وتضم الغالبية العظمى من النجوم الهشة.